# Hendrik Albeda
Hendrik Albeda (Groningen 19 april 1872 - Groningen 27 maart 1942) was een Nederlands liberaal politicus die korte tijd lid was van de Tweede Kamer.

## Biografie
Hendrik Albeda stamde uit een eenvoudige familie. Hij was pakhuisknecht, opzichter en hulpkeurhuismeester van het openbaar slachthuis van Groningen. Daarnaast was hij actief binnen de Algemeene Groningen Werkliedenvereeniging, laatstelijk als voorzitter.
Hendrik Albeda sloot zich aan bij de Economische Bond van Willem Treub. Hij werd op een vrijwel onverkiesbare plaats op de kieslijst van de Economische Bond voor de Tweede Kamerverkiezingen, maar werd niet gekozen. Het aftreden van Treub op 4 november 1921 zorgde ervoor dat diens zetel vrij kwam waardoor Albeda alsnog in de Kamer kwam (9 november 1921). Hij bleef maar enkele maanden Kamerlid: in juli 1922 verloor hij zijn zetel na de Tweede Kamerverkiezingen.
Hendrik Albeda overleed op 69-jarige leeftijd, op 27 maart 1942 in Groningen.

## Privé
- Hij was getrouwd met Trientje Dekens.

- Biografisch Portaal: 73330995
- Parlement.com: vg09lkxbdsz3